# انداراشا
انداراشا روستایی در استان ریفت والی در کنیا می‌باشد.